# 独龙江乡
独龙江乡（tə³¹ruŋ⁵³lɔŋ⁵⁵）是中华人民共和国云南省怒江傈僳族自治州贡山独龙族怒族自治县下辖的一个乡。位于高黎贡山以西的独龙江流域的河谷地带，是独龙族唯一聚居地。独龙江乡地处云南、缅甸和西藏自治区的交界结合部，东邻丙中洛镇、茨开镇，北邻西藏自治区察隅县的察瓦龙乡和竹瓦根镇，西、南邻缅甸克钦邦。全乡总面积1997平方千米，国境线长91.7千米。下设6个行政村，42个村民小组。全乡总人口4652人（2020年），几乎都是独龙族。

## 行政区划
独龙－阿怒语地区常用“某当”命名村落，后缀“当”表示“……处”。
独龙江乡下辖以下村级行政区划单位：
孔目村、巴坡村、迪政当村、龙元村、献九当村和马库村。
自上游至下游依次是：
- 迪政当村
现辖迪政当村、冷木当村、向红村、雄当村四个自然村；原有六个村民小组：
  1. 向红（克劳洛／克洛隆）村民小组（Kvloqlong /kə³¹lɔ⁵⁵lɔŋ⁵⁵/ ）
迪布里（河）昔居点（Dvbvleu /də³¹bə³¹lɯ⁵³/）
南代（俗称“老向红”）旧聚落（Nangtai /nɑk⁵⁵tɑi⁵³/）
斯孔昔居点（Svkong /sə³¹kɔŋ⁵³/）
斯当昔居点（Svdang /sə³¹dɑŋ⁵³/）
甲若昔居点（Jarong /ʑɑ³¹rɔŋ⁵⁵/）
邦（或译班、俗称“新向红”）安置点（Ban /bɑn⁵⁵/）
  2. 木当村民小组（Mudvm /mu³¹dəm⁵⁵/）
  3. 普尔（或译部旺／菩王）村民小组（Bowar /bɔ³¹wɑr⁵⁵/）
  4. 熊当（或译雄当）村民小组（Shungdvm /ɕuŋ³¹dəm⁵⁵/）
  5. 迪政当村民小组（Dvzeungdvm /də³¹zɯŋ⁵³dəm⁵⁵/）
  6. 冷木当（或译冷当）村民小组（Leumdvm /lɯm³¹dəm⁵⁵/）

其中麻必洛沿岸的木当、普尔两个村民小组因整体搬迁至雄当而被撤销。向红涵盖的聚落除斯当外曾经与另外5个村民小组并列构成迪政当村委会的十个村民小组。[3]
- 龙元村（Lungguen /luŋ³¹gʷɛn⁵³/）
- 献九当村（Shenjeungdvm /ɕɛn³¹ʑɯŋ⁵³dəm⁵⁵/）
- 孔当村（Krongdvm /krɔŋ³¹dəm⁵⁵/）又称孔目村（Krongmu /krɔŋ³¹mu⁵³/）或孔木当村（Krongmudvm /krɔŋ³¹mu⁵³dəm⁵⁵/），自2004年开始成为乡政府驻地，也是独龙江主题小镇的位置
- 巴坡村（Bvngpot /bək⁵⁵pɔt⁵⁵/）
  1. 斯拉洛村民小组（Svrang'long /sə³¹rɑŋ⁵⁵lɔŋ⁵⁵/）
居住地分散
  2. 木兰当村民小组（Mvrvngdvm /mə³¹rəŋ⁵⁵dəm⁵⁵/）
  3. 独务当村民小组（Tv'u'dvm /tə³¹u⁵⁵dəm⁵⁵/）
  4. 巴坡村民小组（Bvngpot /bək⁵⁵pɔt⁵⁵/）
  5. 孟顶村民小组（Mondvm /mɔn³¹dəm⁵⁵/）
  6. 马扒腊（马扒兰）村民小组
  7. 米里王村民小组（Mvliwang /mə³¹li⁵³wɑŋ⁵³/）
  8. 拉旺夺（拉王夺／郎王夺／朗汪夺／拉特拉王河）村民小组（Langwangdong /lɑŋ³¹wɑŋ⁵³dɔŋ⁵³/）
- 马库村（Mvngku /mək⁵⁵ku⁵⁵/）
  1. 独都村民小组（Dvdung /də³¹duŋ⁵⁵/）
  2. 马库村民小组（Mvngku /mək⁵⁵ku⁵⁵/）
  3. 迪兰当村民小组（Dvlandvm /də³¹lɑn⁵⁵dəm⁵⁵/）
  4. 钦郎当（钦兰当）村民小组（Chinreuidvm /tɕin³¹rɯi⁵³dəm⁵⁵/）